# (5487) 1991 UM4
(5487) 1991 UM4 (1991 UM4, 1983 RD8, 1990 LC) — астероїд головного поясу, відкритий 18 жовтня 1991 року.
Тіссеранів параметр щодо Юпітера — 3,501.